# Leucozona sivae
Leucozona sivae är en tvåvingeart som först beskrevs av Jacques-Marie-Frangile Bigot 1882.  Leucozona sivae ingår i släktet lyktblomflugor, och familjen blomflugor. Inga underarter finns listade i Catalogue of Life.